# Fallo!
Fallo! è un film erotico del 2003 diretto da Tinto Brass.

## Trama
Il film è diviso in più episodi:

### Alibi
Cinzia festeggia col marito Gianni a Casablanca la luna di miele: lui le regala il premio da lei tanto ambito, ovvero un rapporto anale con un aitante cameriere marocchino.

### Montaggio alternato
Stefania, moglie d'un anchorman televisivo, rende pan per focaccia al marito che la tradisce con Erika; l'amante è il regista televisivo Bruno.

### 2 cuori & 1 capanna
L'altoatesina Katarina, sollecitata dal fidanzato cuoco napoletano Ciro, soddisfa le avance di Bertha, cliente teutonica sadomaso (con marito al seguito e anch'egli sottomesso) nella piccola pensione sudtirolese in cui lavora come cameriera: i soldi "extra" le serviranno per aprire un ristorante tutto suo con Ciro.

### Botte d'allegria
Nonostante provi ancora amore verso il suo marito , Raffaella tradisce Ugo facendo  passare le sue numerose avventure extraconiugali come sporadiche fantasie per ravvivare il desiderio dell'ossessivo coniuge. Dopo che il marito scopre la verità su queste avventure, egli incoraggia sua moglie a continuare a tradirlo.

### Honni soit qui mal y pense
La bolognese Anna, infuocata dal clima permissivo e libertino della cittadina naturista-scambista Cap d'Agde, abbandona senza tabù a Helen e al suo satirico marito scozzese Noel quel paradiso da sempre negato al suo presuntuoso ragazzo.

### Dimmi porca che mi piace
La veneta Rosy è in luna di miele a Londra, dove decide di osare e concedere le proprie grazie agli sguardi vogliosi e bramanti d'un curioso voyeur inglese.